# Влчани
Влчани (слч. Vlčany, мађ. Vágfarkasd) насељено је мјесто са административним статусом сеоске општине (слч. obec) у округу Шаља, у Њитранском крају, Словачка Република.

## Становништво
| Година:    | 1994. | 2004.   | 2014.   | 2024.   |
| ---------- | ----- | ------- | ------- | ------- |
| Број људи: | 3384  | 3443    | 3286    | 3131    |
| Разлика:   |       | +1,74 % | -4,55 % | -4,71 % |

| Година:    | 2023. | 2024.   |
| ---------- | ----- | ------- |
| Број људи: | 3139  | 3131    |
| Разлика:   |       | -0,25 % |

Према подацима о броју становника из 2011. године насеље је имало 3.330 становника.